# Kaizu
Kaizu (Japans: 海津市, Kaizu-shi) is een stad in de prefectuur Gifu op het eiland Honshu in Japan. De stad heeft een oppervlakte van 112,31 km² en eind 2008 ruim 38.000 inwoners.

## Geschiedenis
Op 28 maart 2005 werd Kaizu een stad (shi) na samenvoeging van de gemeentes Kaizu (海津町, Kaizu-chō), Nanno (南濃町, Nannō-chō) en Hirata (平田町, Hirata-chō). Daarmee eindigde het bestaan van het district Kaizu.

## Bezienswaardigheden
- Kisosansen-park. Hier vloeien de rivieren Nagara, Ibi en Kiso samen. Het park wordt gebruikt voor ontspanning, sport en het jaarlijkse bloemenfestival. Door de samen komen van drie rivieren in een vlak gebied was Kaizu een gebied waar regelmatig overstromingen voorkwamen totdat de waterbeheersing in 1755 op orde was. Een uitzichttoren in het Kisosansen-park geeft een panorama van dit gebied.
- Diverse andere parken: Niwada, Dan-Dan (waar een dam staat die eind 19e eeuw is gebouwd door de Nederlandse civiel ingenieur Johannis de Rijke), Hirata, Shiroyama en Deki (met een monument voor de slachtoffers uit de Japans-Russische oorlog).
- Historisch en folkloristisch museum
- Japanse lotus kolonie, een gebied in het 'Aqua World Suigo Park' waar deze met bedreigde plant floreert.
- Ochobo-san heiligdom en museum
- Tempel van waterbeheersing uit 1937, opgedragen aan Yukie Hirata, een leider van de Satsuma clan die in de periode 1750-1760 verantwoordelijk was voor de constructie van de waterbeheersingswerken.
- Kaizu en Nannō onsen.

## Verkeer
Kaizu ligt aan de Yōrō-lijn van de Yōrō Spoorwegmaatschappij.
Kaizu ligt aan de autoweg 258.

## Stedenband
Kaizu heeft een stedenband met
- Avondale (Arizona), Verenigde Staten, sinds 12 mei 1993

## Geboren in Kaizu
- Yuka Sakurai (櫻井由香, Sakurai Yuka), volleybalspeler

## Aangrenzende steden
- Aisai
- Hashima
- Inabe
- Inazawa
- Kuwana